# Гильен Ольмос, Нестор
Нестор Гильен Ольмос (исп. Néstor Guillén Olmos; 1890—1966) — боливийский правовед и политический деятель, занимал пост президента страны в течение почти четырёх недель в 1946 году.

## Биография
Родился в Ла-Пасе, изучал право в Высшем университет Сан-Андреса, стал вторым лицом в Апелляционном суде родного города.
Занимал пост президента Боливии в течение 27 дней в июле-августе 1946 года после отстранения от власти и убийства президента Гуальберто Вильярроэля (1943—1946). Президентом должен был быть назначен председатель Апелляционного суда Томас Монхе, но к тому времени он был болен, поэтому Гильену пришлось замещать его и на посту главы государства. Через четыре недели Монхе принёс присягу в качестве нового президента. Нестор Гильен вернулся к своей судебной деятельности и умер в 1966 году.